# Sven Braken
Sven Braken (Maastricht, 12 juni 1993) is een Nederlands voetballer die als aanvaller speelt. Hij verruilde KMSK Deinze in juli 2024 voor MVV Maastricht.

## Clubcarrière

### MVV Maastricht
Hij maakte op 22 april 2011 zijn debuut in het betaald voetbal voor MVV Maastricht in een thuiswedstrijd tegen Telstar (2-1). Hij speelde vijf seizoenen voor MVV Maastricht, waarin hij 95 wedstrijden speelde. Daarin scoorde hij zeventien goals.

### Almere City
In de zomer van 2015 vertrok Braken naar Almere City. Door veelvuldig blessureleed kwam hij in twee seizoenen tot slechts zestien wedstrijden. Toch scoorde hij daarin alleraardigst, hij kwam tot elf goals. Aan het begin van het derde seizoen genoot Braken de interesse van N.E.C.

### N.E.C.
Het net naar de Eerste Divisie gedegradeerde N.E.C. kreeg Braken op de korrel als vervangers van de vertrokken spitsen Taiwo Awoniyi, Kévin Mayi en Jay-Roy Grot. Op 16 augustus 2017 maakte N.E.C. bekend Braken over te nemen van Almere City, twee dagen voor de eerste competitiewedstrijd van N.E.C. tegen uitgerekend Almere City. Braken debuteerde een week later tegen Go Ahead Eagles (1-1) op 25 augustus 2017. Hij maakte na elf minuten zijn eerste goal voor de club.

### FC Emmen
In januari 2019 werd Braken voor een halfjaar verhuurd aan Eredivisionist FC Emmen. Daar maakte hij op 26 januari zijn debuut als vervanger voor Jafar Arias in de met 2-3 gewonnen uitwedstrijd tegen VVV-Venlo. Zijn eerste doelpunt in de Eredivisie was op 10 februari 2019 in de thuiswedstrijd tegen ADO Den Haag. In de 24e minuut scoorde hij de 2-0.

### Livorno
Braken begon het seizoen 2019/20 wederom in Nijmegen. Op 2 september 2019 maakte hij de overstap naar het Italiaanse AS Livorno dat uitkomt in de Serie B. Braken scoorde daar in zijn eerste seizoen 1 doelpunt in 25 competitiewedstrijden en degradeerde met zijn club naar de Serie C. Ook het daaropvolgende seizoen, waarin Braken 6 keer doel trof in 24 competitiewedstrijden, degradeerde Livorno weer, ditmaal naar Serie D.

### VVV-Venlo
Na afloop van zijn contract in Italië keerde Braken terug naar Nederland. Op 26 juni 2021 tekende de spits een tweejarig contract bij VVV-Venlo. Op 15 april 2022 scoorde hij voor het eerst in zijn carrière een hattrick en hielp met die drie goals zijn ploeg aan een 3-2 thuisoverwinning op Telstar. Met 11 doelpunten in 27 competitiewedstrijden werd Braken in zijn eerste Venlose seizoen clubtopscorer. In de met 0-5 gewonnen uitwedstrijd bij MVV Maastricht op 4 februari 2022 scoorde hij met een prachtige omhaal. Na afloop van het seizoen 2021/22 werd dit doelpunt verkozen tot het mooiste doelpunt van het seizoen in de Eerste divisie. Met ingang van het seizoen 2022/23 werd Braken voor het eerst in zijn carrière benoemd tot aanvoerder door de nieuwe trainer Rick Kruys. Na afloop van zijn contract in 2023 ging VVV met hem in gesprek over verlenging van die verbintenis, maar beide partijen kwam niet tot een akkoord omdat de club hem geen nieuwe meerjarige aanbieding wilde doen.

### KMSK Deinze
Op 29 april 2023 maakte KMSK Deinze de overgang van Braken bekend. Hij tekende er een contract voor twee jaar met een optie voor een extra jaar.

### MVV Maastricht
In de zomer van 2024 liet Braken zijn contract in België ontbinden. Op 25 juli 2024 tekende hij een tweejarig contract bij MVV waar hij na negen jaar elders op het oude nest terugkeerde. In zijn eerste seizoen bij zijn terugkeer bij MVV werd hij samen met Camil Mmaee clubtopscorer met 11 goals.    

## Clubstatistieken
| Seizoen                        | Club           | Competitie      | Competitie | Competitie | Beker | Beker | Playoff | Playoff | Totaal | Totaal |
| Seizoen                        | Club           | Competitie      | Wed.       | Dlp.       | Wed.  | Dlp.  | Wed.    | Dlp.    | Wed.   | Dlp.   |
| ------------------------------ | -------------- | --------------- | ---------- | ---------- | ----- | ----- | ------- | ------- | ------ | ------ |
| 2010/11                        | MVV Maastricht | Eerste divisie  | 3          | 0          | 0     | 0     | —       | —       | 3      | 0      |
| 2011/12                        | MVV Maastricht | Eerste divisie  | 5          | 0          | 1     | 0     | 2       | 0       | 8      | 0      |
| 2012/13                        | MVV Maastricht | Eerste divisie  | 21         | 3          | 1     | 0     | 2       | 0       | 24     | 3      |
| 2013/14                        | MVV Maastricht | Eerste divisie  | 32         | 7          | 2     | 1     | —       | —       | 34     | 8      |
| 2014/15                        | MVV Maastricht | Eerste divisie  | 34         | 7          | 2     | 0     | —       | —       | 36     | 7      |
| 2015/16                        | Almere City    | Eerste divisie  | 10         | 5          | 1     | 1     | —       | —       | 11     | 6      |
| 2016/17                        | Almere City    | Eerste divisie  | 6          | 6          | 1     | 0     | 1       | 0       | 8      | 6      |
| 2017/18                        | N.E.C.         | Eerste divisie  | 30         | 11         | 1     | 2     | 2       | 0       | 33     | 13     |
| 2018/19                        | N.E.C.         | Eerste divisie  | 19         | 9          | 2     | 2     | —       | —       | 21     | 11     |
| 2018/19                        | → FC Emmen     | Eredivisie      | 12         | 2          | 0     | 0     | —       | —       | 12     | 2      |
| 2019/20                        | N.E.C.         | Eerste divisie  | 3          | 1          | 0     | 0     | —       | —       | 3      | 1      |
| 2019/20                        | AS Livorno     | Serie B         | 25         | 1          | 0     | 0     | —       | —       | 25     | 6      |
| 2020/21                        | AS Livorno     | Serie C         | 24         | 6          | 1     | 0     | —       | —       | 25     | 1      |
| 2021/22                        | VVV-Venlo      | Eerste divisie  | 27         | 11         | 1     | 0     | —       | —       | 28     | 11     |
| 2022/23                        | VVV-Venlo      | Eerste divisie  | 32         | 13         | 1     | 1     | 4       | 2       | 37     | 16     |
| 2023/24                        | KMSK Deinze    | Eerste klasse B | 18         | 1          | 1     | 0     | 3       | 1       | 22     | 2      |
| 2024/25                        | MVV Maastricht | Eerste divisie  | 34         | 11         | 2     | 0     | —       | —       | 36     | 11     |
| 2025/26                        | MVV Maastricht | Eerste divisie  | 1          | 0          | 0     | 0     | —       | —       | 1      | 0      |
| Totaal                         | Totaal         | Totaal          | 336        | 94         | 17    | 7     | 14      | 3       | 367    | 104    |
| Bijgewerkt op 10 augustus 2025 |                |                 |            |            |       |       |         |         |        |        |